# Core (Protein)
Als Core (engl. Kern) bezeichnet bei Viruspartikeln eine innere Struktur bestehend aus Strukturproteinen und Genom. Beispiel: Rotaviren; die Strukturproteine VP1 und VP3 bilden zusammen mit den 11 dsRNA (ds= double strand oder Doppelstrang) Genomsegmenten das innere Core, welches vom VP2 Strukturprotein umgeben ist. Das VP2 formt somit die Core-Schale. Weiterhin ist das Rotavirus von einem inneren Kapsid (VP6) und einem äußeren Kapsid (VP4 und VP7) umgeben.